# 가오한위
가오한위(중국어: 高瀚宇, 병음: Gāo Hànyǔ, 한자음: 고한우, 1989년 2월 6일 ~ )는 중국의 배우이다.

## 출연작

### 드라마
- 2018년 유쿠 웹드라마 《SCI미안집》 - 바이위통 역
- 2018년 텐센트 웹드라마 《희환니시풍호첨》 - 치쉰 역
- 2018년 저장 위성 텔레비전 주파극장 《부요황후》 - 강풍 역
- 2019년 텐센트 웹드라마 《전직고수》 - 위원저우 역
- 2019년 망고 TV 웹드라마 《배탁청니애아》 - 린티엔눠 역
- 2020년 아이치이 웹드라마 《반시밀당반시상》 - 두레이 역
- 2020년 장쑤 위성 텔레비전 행복극장 《월과산구》 - 펑위에 역
- 2022년 후난위성텔레비전 망고질풍극장 《배니밀기호호흘반》 - 위하오 역
- 2023년 후난위성텔레비전 금응독파극장 《박빙》 - 시에동티엔 역